# Venezuela de Primera
Venezuela de Primera fue un partido político venezolano, de tendencia política liberal-conservador, que nace el 2005, del partido regional Vargas de Primera.

## Historia
Es un partido cuyo presidente  y fundador fue Roberto Smith Perera. El objetivo declarado fundamental de este partido es que Venezuela se convierta en un país desarrollado con "Full empleo, delincuencia cero, todos para arriba, y vivienda para todos". Fue un partido opositor a la administración de Hugo Chávez. El presidente de esta organización, decidió declinar su candidatura presidencial para el 2006 al darle apoyo al candidato de la unidad nacional Manuel Rosales.

## Disolución
Este movimiento político nacional, liderado por Roberto Smith Perera, Consolidó una estructura nacional bajo una propuesta política de centroderecha política. El día 9 de noviembre de 2010, Roberto Smith Perera, presidente de Venezuela de Primera, decide fusionar su partido a Voluntad Popular fundado por Leopoldo López.